# Teritoriul Capitalei Federale (Nigeria)
Teritoriul Capitalei Federale a Nigeriei este o subdiviziune administrativă de ordinul întâi din Nigeria, în care este situată capitala țării, Abuja. Teritoriul se află în partea centrală a țării și a fost format în 1976 din părți ale fostelor state Nasarawa, Niger și Kogi.
1. ↑   https://www.iso.org/obp/ui/#iso:code:3166:NG Lipsește sau este vid: |title= (ajutor)